# Volker Ordowski
Volker Ordowski (født 11. september 1973) er en tysk tidligere professionel cykelrytter.